# Leptogorgia peruviana
Leptogorgia peruviana is een zachte koraalsoort uit de familie Gorgoniidae. De koraalsoort komt uit het geslacht Leptogorgia. Leptogorgia peruviana werd in 1868 voor het eerst wetenschappelijk beschreven door Verrill. 